# Netelia producta
Netelia producta là một loài tò vò trong họ Ichneumonidae.